# Origanum
Origanum L., 1753 è un genere di piante spermatofite dicotiledoni della famiglia delle Lamiaceae.

## Etimologia
In tempi moderni, prima ancora di Carl von Linné è stato il botanico francese Joseph Pitton de Tournefort (Aix-en-Provence, 5 giugno 1656 – Parigi, 28 dicembre 1708) a denominare queste piante. In realtà l'etimologia del nome del genere si può far risalire a 2000 anni prima presso i greci, forse da Teofrasto (371 a.C. – Atene, 287 a.C.) un filosofo e botanico greco antico, discepolo di Aristotele, autore di due ampi trattati botanici che per primo ha usato questo nome per un'erba aromatica. Origanum è formato da due parole "òros" (= monte) e "ganào" (= io mi compiaccio) che insieme potrebbero alludere ad un concetto di "delizia della montagna" o anche "bellezza, luminosità, ornamento, gioia della montagna", oppure perché cresce bene in montagna o nei piani alti delle zone assolate.
Il nome scientifico del genere è stato definito da Linneo (1707 – 1778), conosciuto anche come Carl von Linné, biologo e scrittore svedese considerato il padre della moderna classificazione scientifica degli organismi viventi, nella pubblicazione "Species Plantarum - 2. 1753" del 1753.

## Descrizione

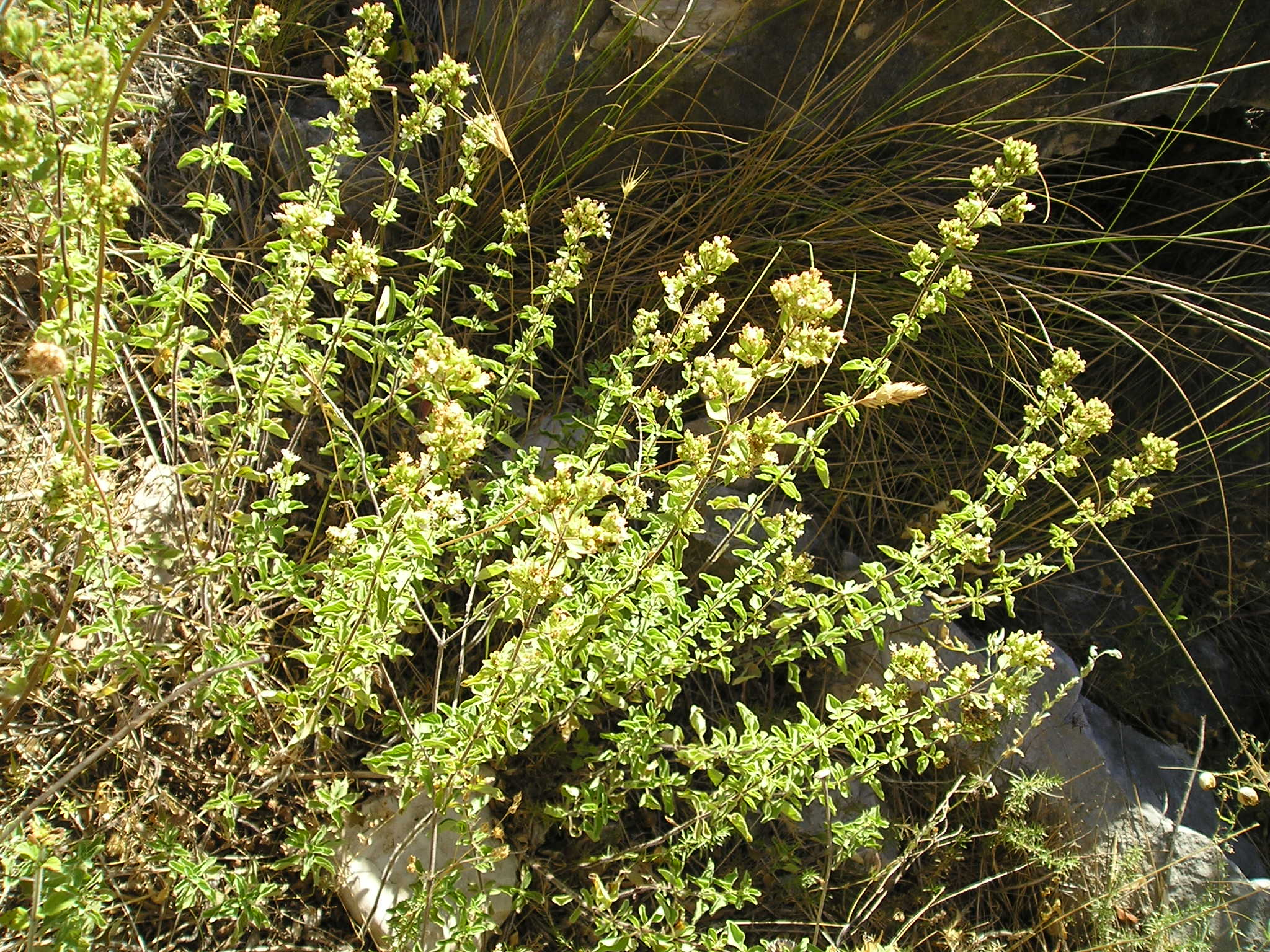
Il portamento
Origanum onites
San Giovanni Rotondo

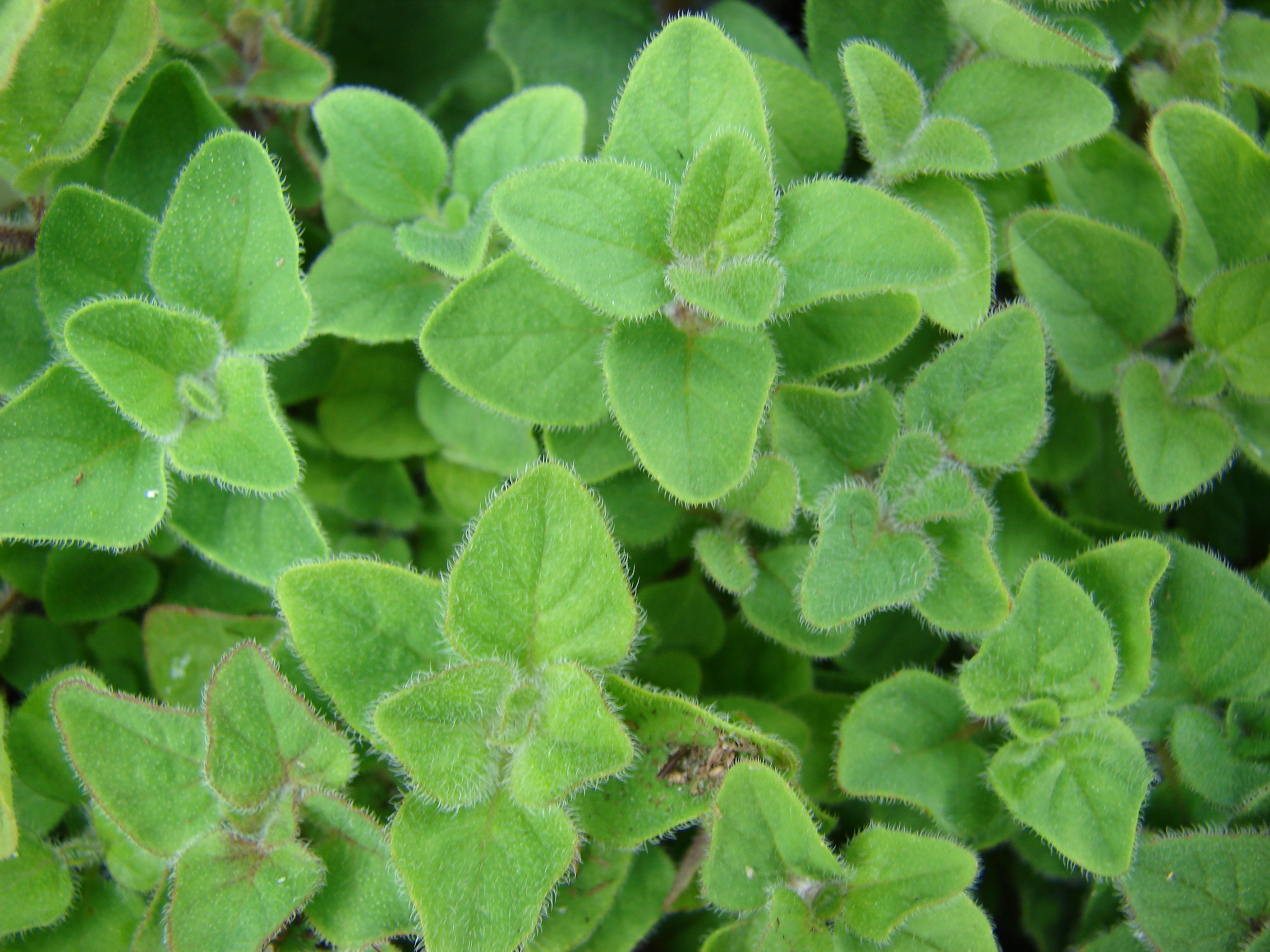
Le foglie
Origanum majorana

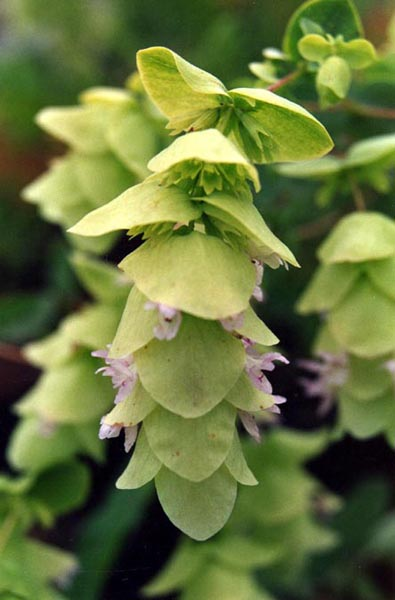
Infiorescenza
Origanum acutidens

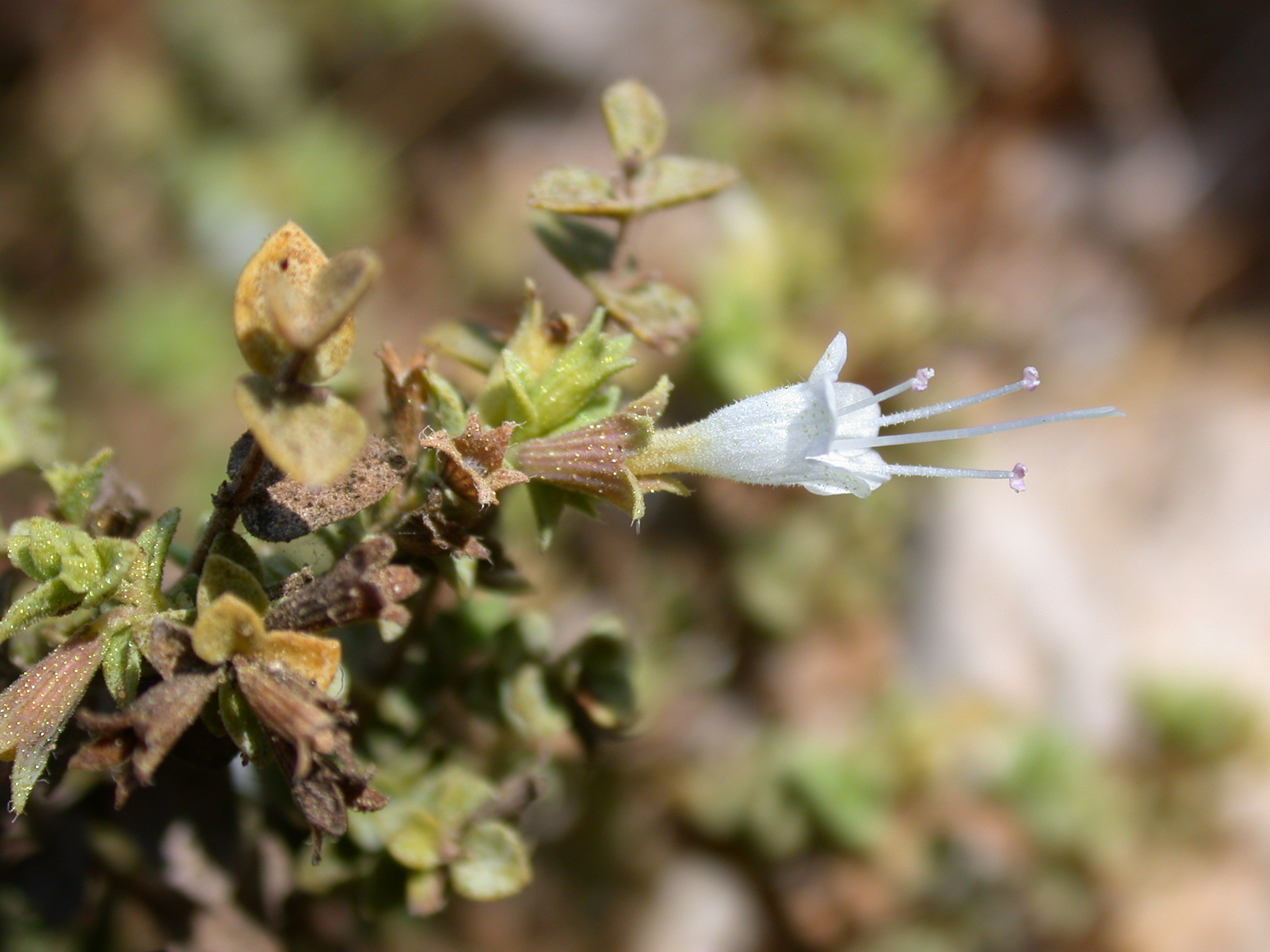
I fiori
Origanum dayi

Queste piante arrivano ad una altezza massima di 7–8 decimetri (70–80 cm). La forma biologica prevalente è emicriptofita scaposa (H scap), ossia sono piante erbacee, a ciclo biologico perenne, con gemme svernanti al livello del suolo e protette dalla lettiera o dalla neve e sono dotate di un asse fiorale eretto e spesso privo di foglie. Sono presenti anche altre forme biologiche come camefita suffruticosa (Ch suffr), ossia piante perenni e legnose alla base (subarbustive), con gemme svernanti poste ad un'altezza dal suolo tra i 2 ed i 30 cm (le porzioni erbacee seccano annualmente e rimangono in vita soltanto le parti legnose). Tutta la pianta è aromatica.

### Radici
Le radici sono secondarie generate da un fittone. I fittoni possono essere obliqui e più o meno legnosi.

### Fusto
La parte aerea del fusto è ascendente (talvolta prostrata alla base) ed eventualmente ramosa (ma i rami inferiori sono sterili). Il fusto è pubescente, talvolta legnoso di colore rossastro, ed ha una sezione quadrangolare a causa della presenza di fasci di collenchima posti nei quattro vertici, mentre le quattro facce sono concave.

### Foglie
Le foglie lungo il fusto sono disposte in modo opposto (in genere a 2 a 2). Sono picciolate con una lamina a forma lanceolata oppure ovata, spesso asimmetrica alla base; i bordi sono dentellati. Le foglie sono colorate di verde. Le stipole sono assenti.

### Infiorescenza
L'infiorescenza è sia corimboso-ramosa, formata da densi glomeruli ovali, che panicolata, formata da dense spighe peduncolate con forme più o meno ovate e fiori (non molti - massimo 8-10); i fiori sono sessili. Alla base del glomerulo/spiga sono presenti due brattee violaceo-purpuree o verdi con forme ovali-rombiche cigliate sui bordi e con la superficie pelosa; possono essere (oppure no) ricoperte di ghiandole. 

### Fiore
I fiori sono ermafroditi, zigomorfi, tetrameri (4-ciclici), ossia con quattro verticilli (calice – corolla – androceo – gineceo) e pentameri (5-meri: la corolla e il calice - il perianzio - sono a 5 parti). Raramente i fiori sono poligamo-dioici (fiori ermafroditi e femminili su piante distinte come in Origanum vulgare).
- Formula fiorale. Per la famiglia di queste piante viene indicata la seguente formula fiorale:

X, K (5), [C (2+3), A 2+2] G (2), (supero), 4 nucule
- Calice: il calice del fiore è del tipo gamosepalo, attinomorfo (o debolmente zigomorfo - ma non bilabiato - con forma di un cono aperto su un lato) e terminate con 5 denti triangolari-acuti più o meno uguali (sono lunghi 1/3 del tubo). La superficie del calice, pubescente, è percorsa da 10 - 13 nervature longitudinali. Le fauci sono pelose.
- Corolla: la corolla, gamopetala, è a simmetria sublabiata (più o meno zigomorfa con struttura 2/3) terminante con 5 lobi patenti. Il tubo è cilindrico-campanulato e buona parte di esso è ricoperto dal calice. Il labbro superiore è retuso (bilobo) con forme ovali ed è piegato all'insù; il labbro inferiore ha tre lobi oblungo-ovati. Il colore è bianco o roseo.
- Androceo: gli stami sono quattro (manca il mediano, il quinto) didinami con il paio anteriore più lungo, sono visibili e sporgenti; gli stami sono tutti fertili nei fiori ermafroditi, sono ridotti o assenti nei fiori femminili. I filamenti sono glabri e divergenti. Le antere, hanno forme da ellissoidi a ovato-oblunghe, mentre le teche sono distinte e si presentano da divergenti a divaricate. I granuli pollinici sono del tipo tricolpato o esacolpato.
- Gineceo: l'ovario è supero formato da due carpelli saldati (ovario bicarpellare) ed è 4-loculare per la presenza di falsi setti divisori all'interno dei due carpelli. L'ovario è glabro. La placentazione è assile. Gli ovuli sono 4 (uno per ogni presunto loculo), hanno un tegumento e sono tenuinucellati (con la nocella, stadio primordiale dell'ovulo, ridotta a poche cellule).[13] Lo stilo (caduco) inserito alla base dell'ovario (stilo ginobasico) è del tipo filiforme e più lungo degli stami. Lo stigma è bifido con corti lobi subuguali. Il nettario è un disco più o meno simmetrico alla base dell'ovario ed è ricco di nettare.

### Frutti
Il frutto è uno schizocarpo composto da 4 nucule. La forma è ovoide (con apice arrotondato) con superficie glabra e liscia. Il colore è marrone.

## Riproduzione
- Impollinazione: l'impollinazione avviene tramite insetti tipo ditteri e imenotteri, raramente lepidotteri (impollinazione entomogama).[7][14]
- Riproduzione: la fecondazione avviene fondamentalmente tramite l'impollinazione dei fiori (vedi sopra).
- Dispersione: i semi cadendo a terra (dopo essere stati trasportati per alcuni metri dal vento – disseminazione anemocora) sono successivamente dispersi soprattutto da insetti tipo formiche (disseminazione mirmecoria). I semi hanno una appendice oleosa (elaisomi, sostanze ricche di grassi, proteine e zuccheri) che attrae le formiche durante i loro spostamenti alla ricerca di cibo.[15]

## Distribuzione e habitat
Le specie di questo genere (circa 40 - 50) sono originarie soprattutto del bacino del Mediterraneo (ma alcune specie sono presenti anche in Asia) e prediligono habitat temperato-caldi.  Circa il 60% dei taxa crescono in Anatolia, questo potrebbe indicare tale area geografica come il centro di origine delle specie di Origanum. In questa regione è inoltre alto il tasso di endemismo.
Delle tre specie presenti sul territorio italiano, due si trovano nell'arco alpino. La tabella seguente mette in evidenza alcuni dati relativi all'habitat, al substrato e alla distribuzione delle specie alpine.
| Specie | Comunità vegetali | Piani vegetazionali | Substrato | pH     | Livello trofico | H2O   | Ambiente    | Zona alpina         |
| --- | ----------------- | ------------------- | --------- | ------ | --------------- | ----- | ----------- | ------------------- |
| Origanum majorana | 11                | montano collinare   | Ca - Si   | neutro | medio           | secco | B9          | tutto l'arco alpino |
| Origanum vulgare | 11                | montano collinare   | Ca - Si   | neutro | medio           | secco | B6 F7 G3 G4 | tutto l'arco alpino |
| Legenda e note alla tabella. Substrato con “Ca/Si” si intendono rocce di carattere intermedio (calcari silicei e simili); vengono prese in considerazione solo le zone alpine del territorio italiano (sono indicate le sigle delle province). Comunità vegetali: 11 = comunità delle macro- e megaforbie terrestri. Ambienti: B6 = tagli rasi forestali, schiarite, strade forestali; B9 = coltivi umani; F7 = margini erbacei dei boschi; G3 = macchie basse; G4 = arbusteti e margini dei boschi. |                   |                     |           |        |                 |       |             |                     |

## Tassonomia
La famiglia di appartenenza del genere (Lamiaceae), molto numerosa con circa 250 generi e quasi 7000 specie, ha il principale centro di differenziazione nel bacino del Mediterraneo e sono piante per lo più xerofile (in Brasile sono presenti anche specie arboree). Per la presenza di sostanze aromatiche, molte specie di questa famiglia sono usate in cucina come condimento, in profumeria, liquoreria e farmacia.  Attualmente con le moderne tecniche di analisi di tipo filogenetico del DNA la famiglia Lamiaceae è stata suddivisa in 7 sottofamiglie: il genere Origanum è descritto nella tribù Mentheae (sottotribù Menthinae) appartenente alla sottofamiglia Nepetoideae.
Le specie del genere Origanum, tradizionalmente, nella flora spontanea italiana sono suddivise in due sezioni con i seguenti caratteri:
- Euoriganum: le brattee dell'infiorescenza sono poco pelose (quasi glabre) e il calice è quasi regolare (attinomorfo con i 5 denti più o meno simili). Specie presenti: O. vulgare.
- Majorana: le brattee sono tomentose e il calice è zigomorfo (aperto anteriormente). Specie presenti: O. majorana e O. onites.

Il numero cromosomico delle specie di questo genere è 2n = 30 (32).

### Filogenesi
Le relazioni filogenetiche all'interno del genere sono complicate dalla presenza di diversi ibridi (fino a 18 ibridi riconosciuti). I limiti generici di questo gruppo sono sempre stati oggetto di discussioni tassonomiche. In passato (quando il nome della famiglia era "Labiate") il genere Origanum era descritto all'interno della tribù "Saturejeae" Benth.. Inoltre alcuni Autori dividevano le specie in due generi diversi: Origanum L. e Majorana Miller. Secondo la revisione tassonomica di Ietswaart (1980), ampiamente accetta, il genere è suddiviso in 10 sezioni in base alla forma e alle dimensioni delle brattee e del calice:
| Gruppo (caratteri principali)                                                                  | Sezioni e numero specie |
| ---------------------------------------------------------------------------------------------- | --- |
| A Le brattee sono grandi, membranose e colorate di viola; il calice è grande con 1 o 2 labbra. | Amaracus Bentham (7 specie) Anatolicon Bentham (8 specie) Brevifilamentum Ietswaart (7 specie) Longitubus Ietswaart (una specie)   |
| B Le brattee sono piccole e simili alle foglie; il calice è piccolo con 1 o 2 labbra.          | Chilocalyx Ietswaart (4 specie) Majorana Bentham (3 specie)                                                                        |
| C Il calice ha 5 denti più o meno uguali.                                                      | Campanulaticalyx Ietswaart (6 specie) Elongatispica Ietswaart (3 specie) Origanum (Una specie) Prolaticorolla Ietswaart (3 specie) |

A questo elenco si devono aggiungere altre 6 specie descritte dopo il 1980.
Un recente studio sulla sezione Majorana (formato dalle specie O. majorana, O. onites, O. syriacum e O. dubium - quest'ultima specie è considerata da alcune checklist un sinonimo o una varietà di O. majorana), basato su alcune sequenze di DNA, ha evidenziato la discendenza diretta di O. majorana da O. syriacum, e una origine ibridogena di O. dubium tra O. onites, O. syriacum e una terza specie non meglio identificata.
All'interno della sottotribù Menthinae il genere Origanum appartiene al clade mediterraneo (l'altro clade è relativo la Nuovo Mondo). Inoltre è "gruppo fratello" del genere Thymus (insieme formano un clade ben supportato).

### Specie spontanee italiane
Per meglio comprendere ed individuare le varie specie del genere (solamente per le specie spontanee della flora italiana) l’elenco seguente utilizza in parte il sistema delle chiavi analitiche (vengono cioè indicate solamente quelle caratteristiche utili a distingue una specie dall'altra).
- Gruppo 1A: il calice è attinomorfo con 5 denti più o meno uguali;

- Gruppo 2A: le brattee dell'infiorescenza sono lunghe 2 - 3 mm con la superficie ricoperta sparsamente da ghiandole dorate e lucide;

- Origanum vulgare subsp. viridulum (Martrin-Donos) Nyman (Origano meridionale) - L'altezza di questa sottospecie varia da 4 a 7 dm; il ciclo biologico è perenne; la forma biologica è emicriptofita scaposa (H scap); il tipo corologico è Sud Est Mediterraneo (Steno-Mediterraneo); l'habitat tipico per questa pianta sono le boscaglie rade e i cespuglieti; è comune e si trova al Sud fino ad un'altitudine compresa tra 200 e 1400 m s.l.m.. (Origanum heracleoticum L. nella Flora d'Italia di Sandro Pignatti).

- Gruppo 2B: le brattee dell'infiorescenza sono lunghe 4 - 5 mm colorate di purpureo e senza ghiandole;

- Origanum vulgare L. (Origano comune) - L'altezza di questa specie varia da 3 a 5 dm; il ciclo biologico è perenne; la forma biologica è emicriptofita scaposa (H scap); il tipo corologico è Eurasiatico; l'habitat tipico per questa pianta sono le boscaglie rade, i cespuglieti e le rupi soleggiate; è comune e si trova su tutto il territorio fino un'altitudine di 1400 m s.l.m..

- Gruppo 1B: il calice è zigomorfo con la forma di un cono aperto da un lato;

- Gruppo 3A: il fusto è ricoperto da peli tutti uguali; le foglie sono picciolate e ristrette alla base;

- Origanum majorana L. (Origano maggiorana) - L'altezza di questa specie varia da 2 a 6 dm; il ciclo biologico è perenne; la forma biologica è emicriptofita scaposa (H scap); il tipo corologico è Saharo-Sindhu; l'habitat tipico per questa pianta sono i bordi delle vie e gli incolti; è comune (coltivata negli orti) e si trova su tutto il territorio fino a circa 2000 m s.l.m. di altitudine.

- Gruppo 3B: il fusto è ricoperto da fitti peli lunghi 0,1 - 0,2 mm e da setole patenti lunghe 0,1 - 1,5 mm; le foglie sono subsessili e troncato-cuoriformi alla base;

- Origanum onites L. (Origano siciliano) - L'altezza di questa specie varia da 3 a 5 dm; il ciclo biologico è perenne; la forma biologica è camefita suffruticosa (Ch suffr); il tipo corologico è Est Mediterraneo (Steno-Mediterraneo); l'habitat tipico per questa pianta sono le rupi, i muri e gli incolti aridi; si trova solamente in Sicilia fino a circa 300 m s.l.m. di altitudine.

### Elenco delle specie
Elenco completo delle specie di Origanum compresi gli ibridi riconosciuti:
- Origanum acutidens (Hand.-Mazz.) Ietsw., 1980
- Origanum akhdarense Ietsw. & Boulos, 1975
- Origanum amanum Post, 1895
- Origanum bargyli Mouterde, 1973
- Origanum bilgeri P.H.Davis, 1949
- Origanum boissieri Ietsw., 1980
- Origanum brevidens (Bornm.) Dinsm., 1933
- Origanum calcaratum Juss., 1789
- Origanum compactum Benth., 1834
- Origanum cordifolium (Montbret & Aucher ex Benth.) Vogel, 1841
- Origanum cyrenaicum Bég. & Vacc., 1913
- Origanum dayi Post, 1893
- Origanum dictamnus L., 1753
- Origanum ehrenbergii Boiss., 1879
- Origanum elongatum (Bonnet) Emb. & Maire, 1928
- Origanum floribundum Munby, 1855
- Origanum haussknechtii Boiss., 1879
- Origanum humile Poir.
- Origanum husnucan-baseri H.Duman, Aytac & A.Duran, 1996
- Origanum hypericifolium O.Schwarz & P.H.Davis, 1949
- Origanum isthmicum Danin, 1969
- Origanum jordanicum Danin & Kunne, 1996
- Origanum laevigatum Boiss., 1854
- Origanum leptocladum Boiss., 1879
- Origanum libanoticum Boiss., 1844
- Origanum majorana L., 1753
- Origanum microphyllum (Benth.) Vogel, 1841
- Origanum minutiflorum O.Schwarz & P.H.Davis, 1949
- Origanum munzurense Kit Tan & Sorger, 1984
- Origanum onites L., 1753
- Origanum pampaninii (Brullo & Furnari) Ietsw., 1980
- Origanum petraeum Danin, 1990
- Origanum punonense Danin, 1990
- Origanum ramonense Danin, 1968
- Origanum rotundifolium Boiss., 1859
- Origanum saccatum P.H.Davis, 1949
- Origanum scabrum Boiss. & Heldr., 1846
- Origanum sipyleum L., 1753
- Origanum solymicum P.H.Davis, 1949
- Origanum symes Carlström, 1984
- Origanum syriacum L., 1753
- Origanum vetteri Briq. & Barbey, 1895
- Origanum vogelii Greuter & Burdet, 1985
- Origanum vulgare L., 1753

Ibridi
- Origanum × adanense Baser & H.Duman, 1998
- Origanum × adonidis Mouterde, 1935
- Origanum × barbarae Bornm., 1898
- Origanum × dolichosiphon P.H.Davis, 1951
- Origanum × haradjanii Rech.f., 1952
- Origanum × intercedens Rech.f., 1961
- Origanum × intermedium P.H.Davis, 1949
- Origanum × lirium Heldr. ex Halácsy, 1899
- Origanum × majoricum Cambess., 1827
- Origanum × minoanum P.H.Davis, 1953
- Origanum × nebrodense Tineo ex Lojac., 1907
- Origanum × pabotii Mouterde, 1973

### Sinonimi
L'entità di questa voce ha avuto nel tempo diverse nomenclature. L'elenco seguente indica alcuni tra i sinonimi più frequenti:
- Amaracus Hill
- Beltokon  Raf.
- Dictamnus  Mill.
- Dictamnus  Zinn
- Hofmannia  Heist. ex Fabr.
- Majorana  Mill.
- Marum  Mill.
- Onites  Raf.
- Oroga  Raf.
- Schizocalyx  Scheele
- Zatarendia  Raf.

## Usi

### Farmacia
L'origano non è importante solo per il suo utilizzo in cucina ma anche per le sue numerose proprietà terapeutiche. I suoi principi attivi sono principalmente i fenoli Timolo e Carvacrolo oltre a grassi, proteine, sali minerali, vitamine e carboidrati.
Le sue proprietà terapeutiche sono: antalgico, antisettico, analgesico, antispasmodico, espettorante, stomachico e tonico. Il suo olio essenziale è molto utilizzato nell'aromaterapia. I suoi infusi sono consigliati contro la tosse, le emicranie, i disturbi digestivi e i dolori di natura reumatica svolgendo una funzione antinfiammatoria.

### Cucina
L'origano è una delle erbe aromatiche più utilizzate nella cucina mediterranea in virtù del suo intenso e stimolante profumo. Si usa in innumerevoli preparazioni su carni e su pesce, nelle insalate e sulla pizza. Le cucine dell'Italia meridionale e della Sicilia ne fanno grande uso.

### Altri usi
L'origano è anche un buon repellente per le formiche: basta cospargerlo nei luoghi frequentati e ricordarsi di sostituirlo spesso per tenerle lontane. Inoltre è una pianta mellifera e si può ottenere del miele in alcune zone dove l'origano è molto diffuso. 
Vale la stessa cosa per la maggiorana, ma la pianta è più piccola e meno diffusa dell'origano, e il miele di questa si trova solo mescolato in altri.

## Adulterazione
Sono noti casi in cui in Turchia diluiscono l'origano in polvere con il sommacco per diminuirne il costo e in Francia le ditte commerciali di aromi si fanno concorrenza sul prezzo, diluendolo ulteriormente, con foglie giovani di ulivo..

## Altre notizie
Nel linguaggio dei fiori l'Origano da sempre è stata considerata una pianta che dà sollievo, conforto e salute
Delle piante di Origanum si nutrono le larve di alcuni lepidotteri, come ad esempio Coleophora albitarsella.
In altre lingue l'origano viene così chiamato:
- francese: Origan comun; Marjolaine;
- tedesco: Dosten, Dostkraut, Wohlgemuth;
- spagnolo: Oregano, Mayorana;
- portoghese: Ouregon, Mangerona;
- inglese: Wild Marjoram, Sweet Marjoram.

## Riconoscimenti
L'origano, su indicazione della Regione Siciliana, è stato riconosciuto ufficialmente come prodotto tipico siciliano e inserito nella lista dei prodotti agroalimentari tradizionali italiani (P.A.T) del Ministero delle politiche agricole alimentari e forestali (Mipaaf).

## Alcune specie

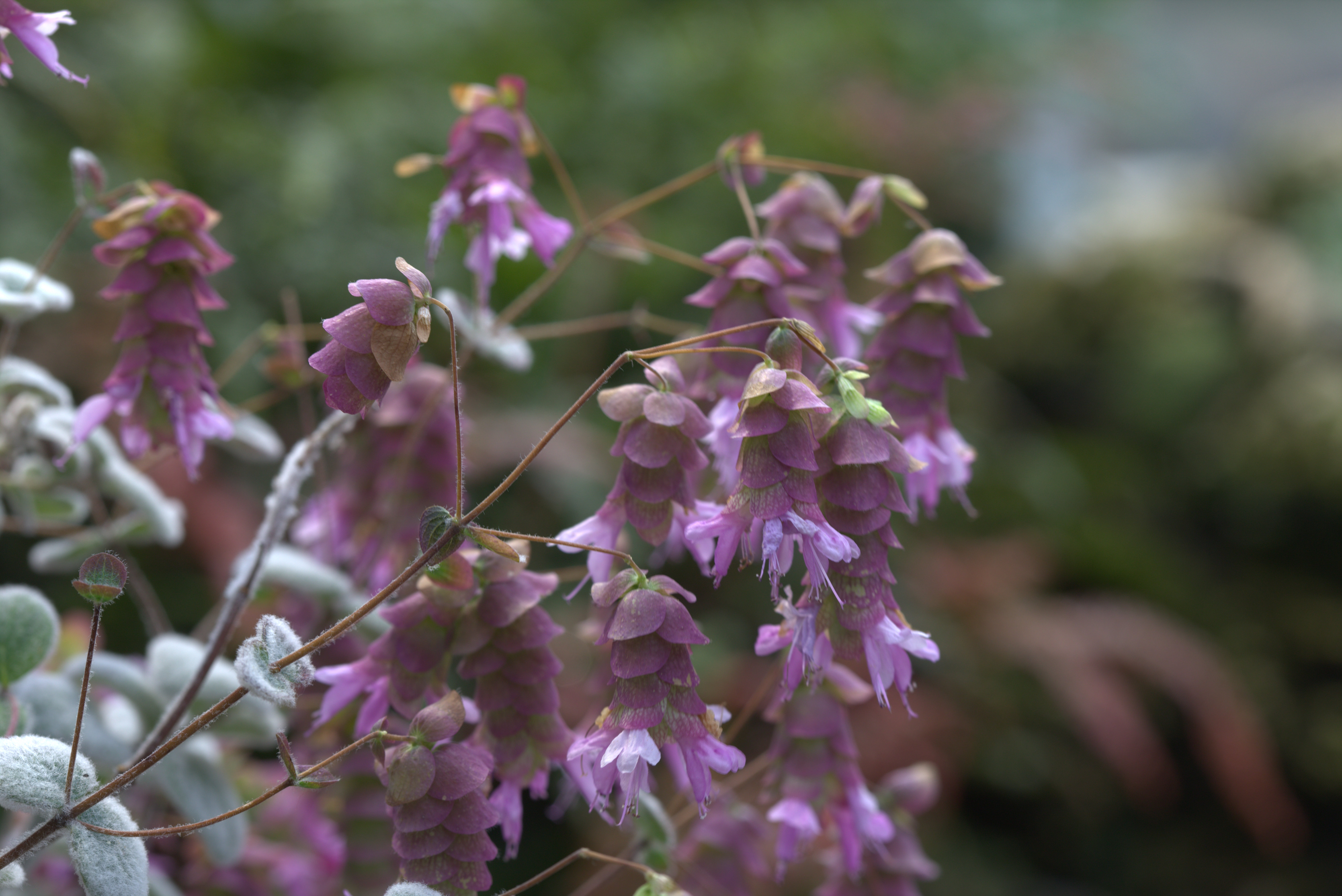
Origanum dictamnus
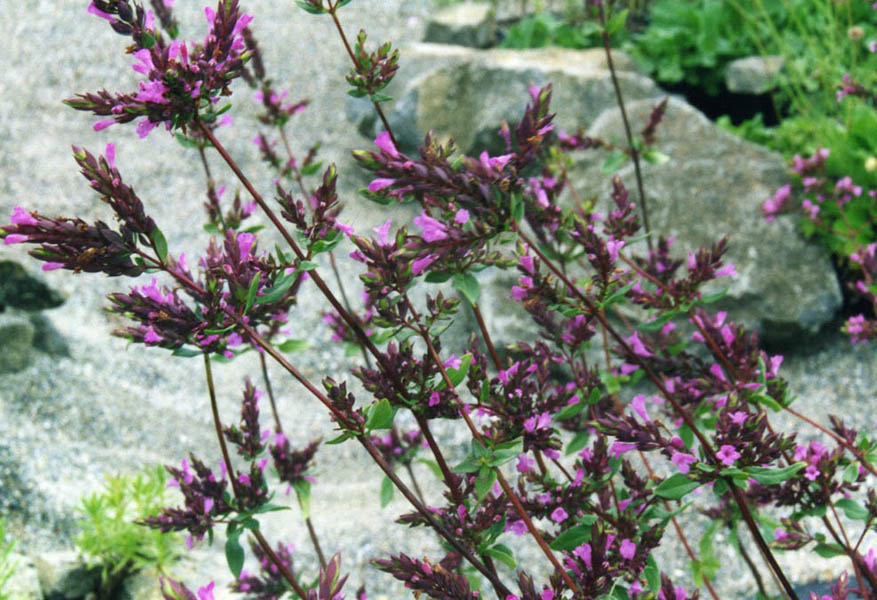
Origanum laevigatum
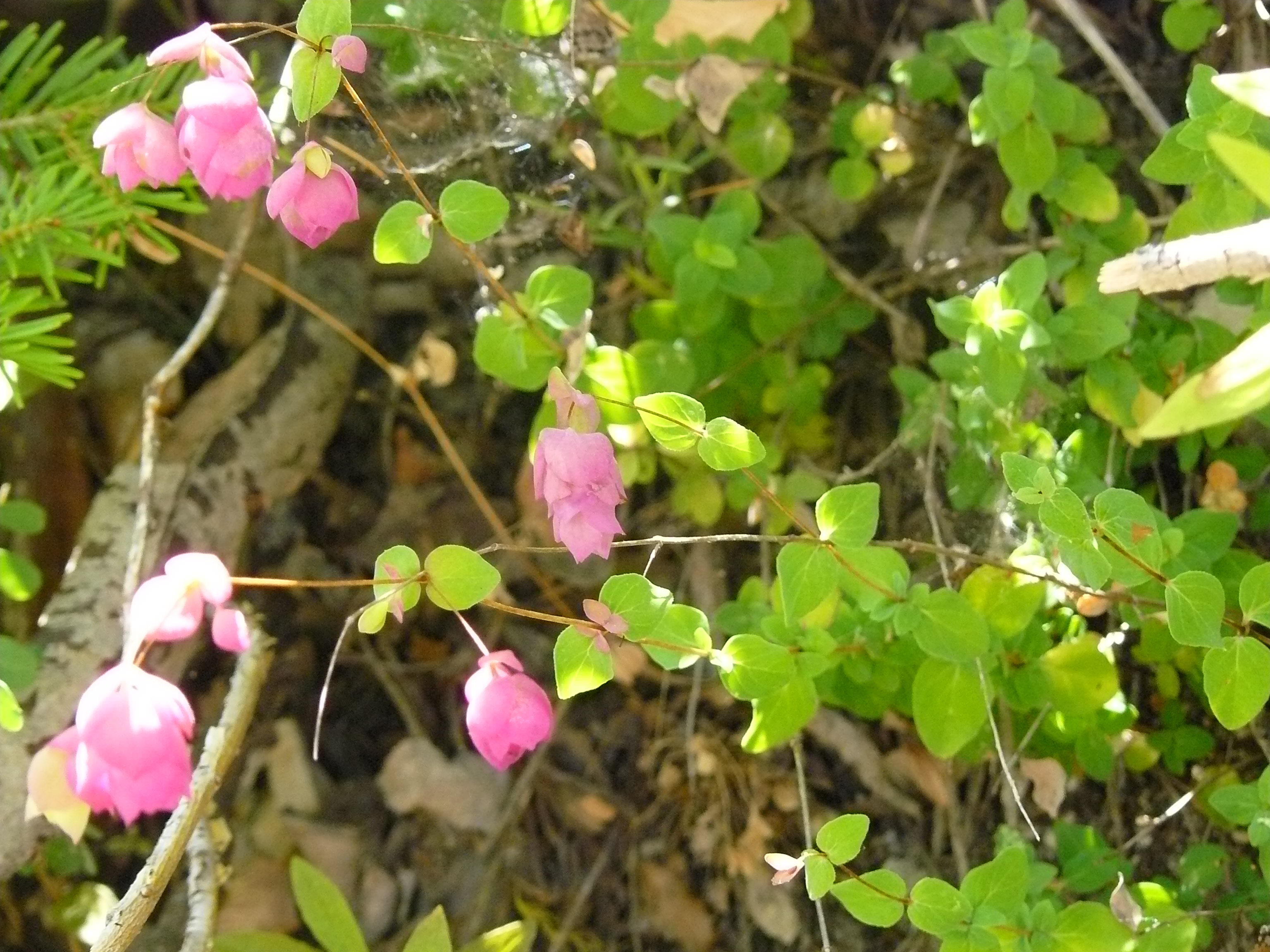
Origanum libanoticum
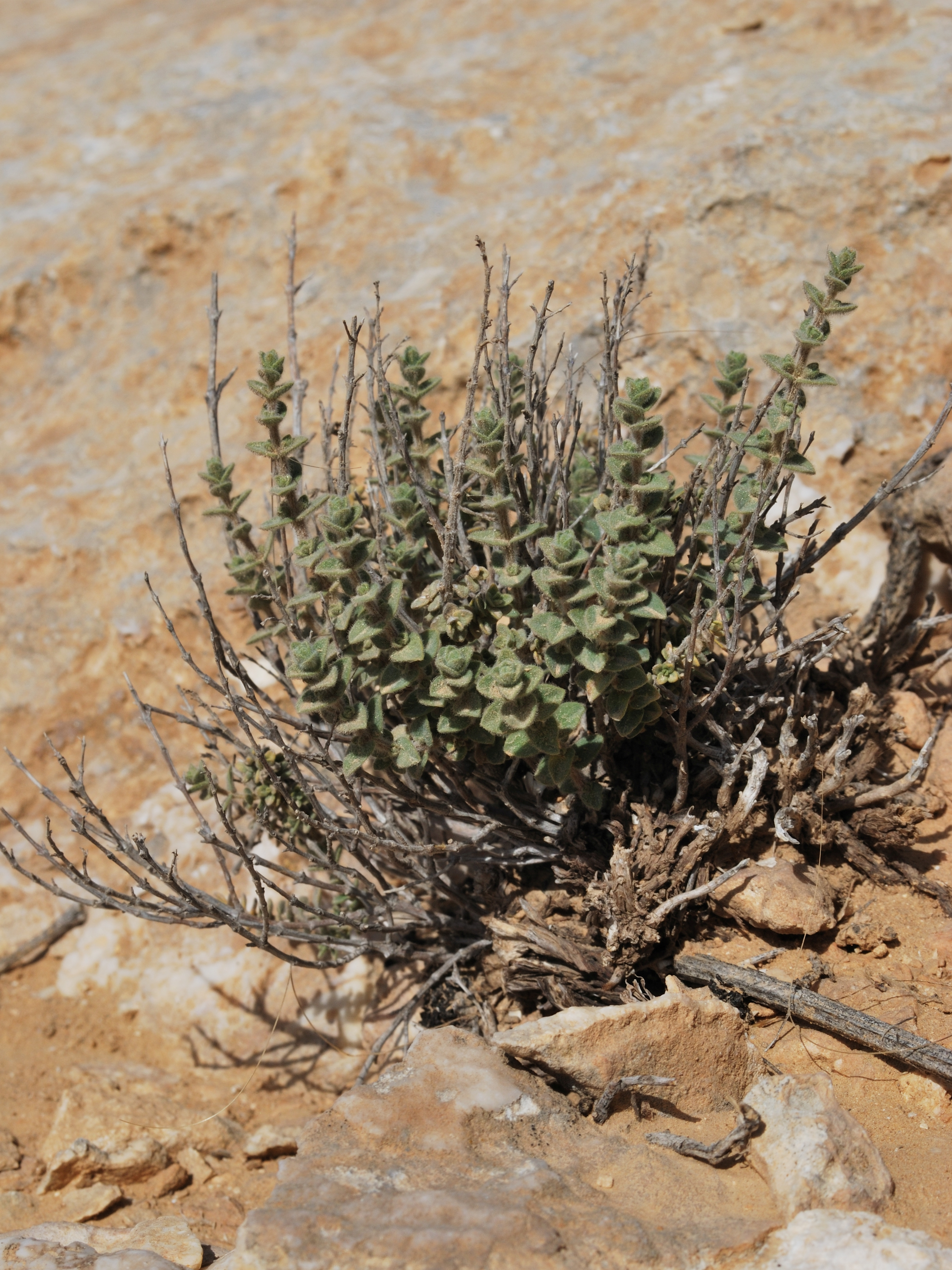
Origanum ramonense
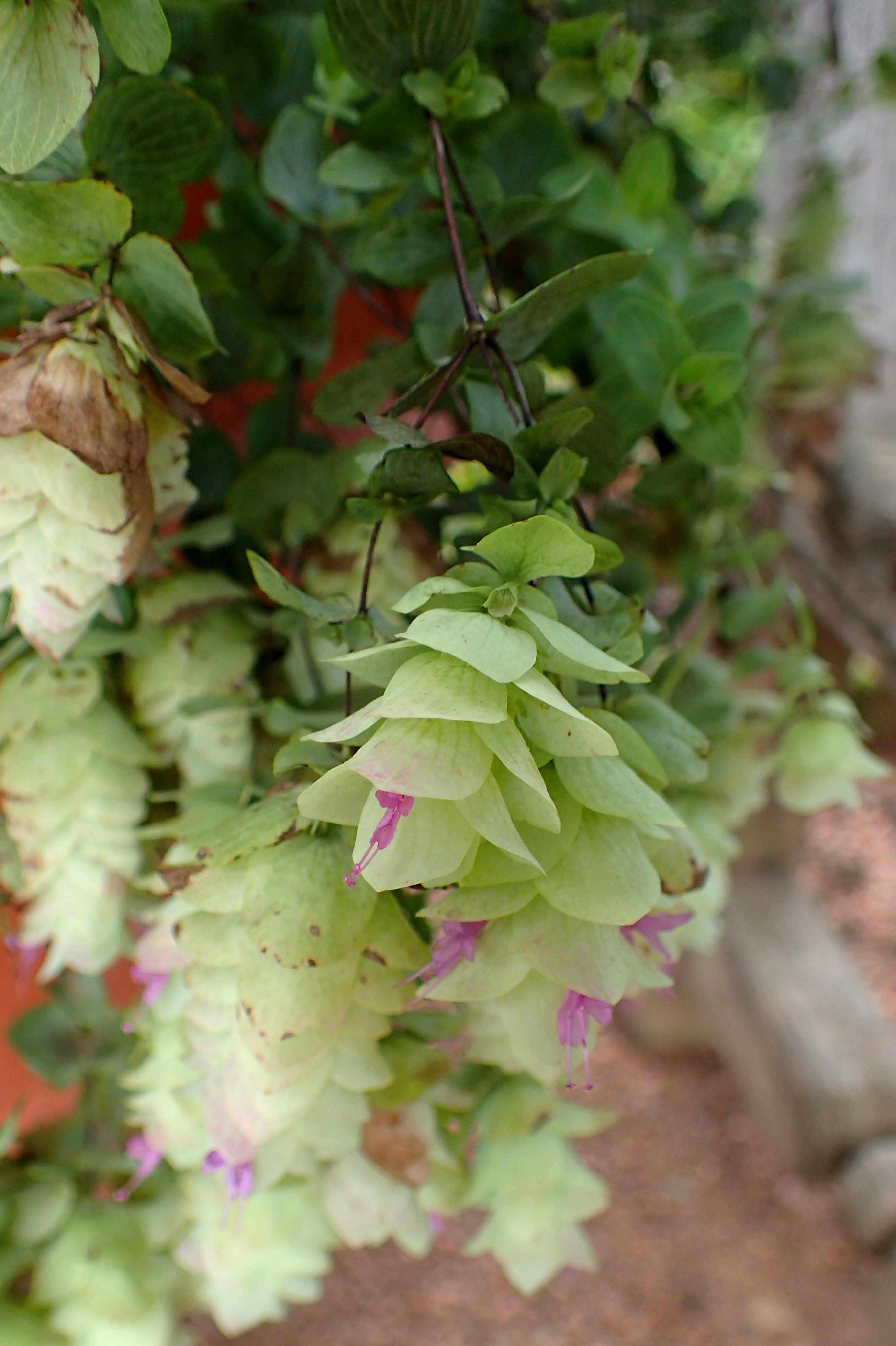
Origanum rotundifolium
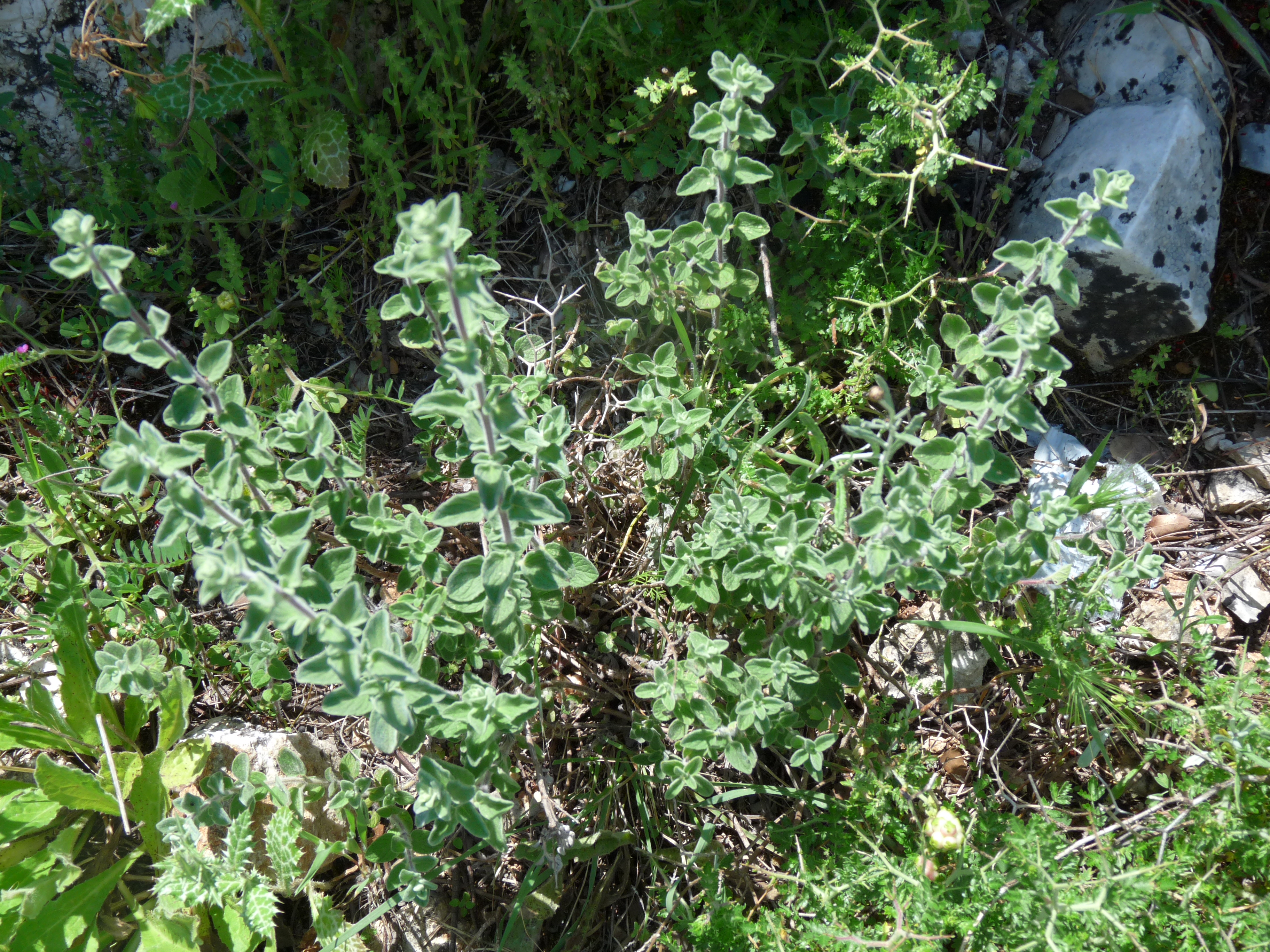
Origanum syriacum
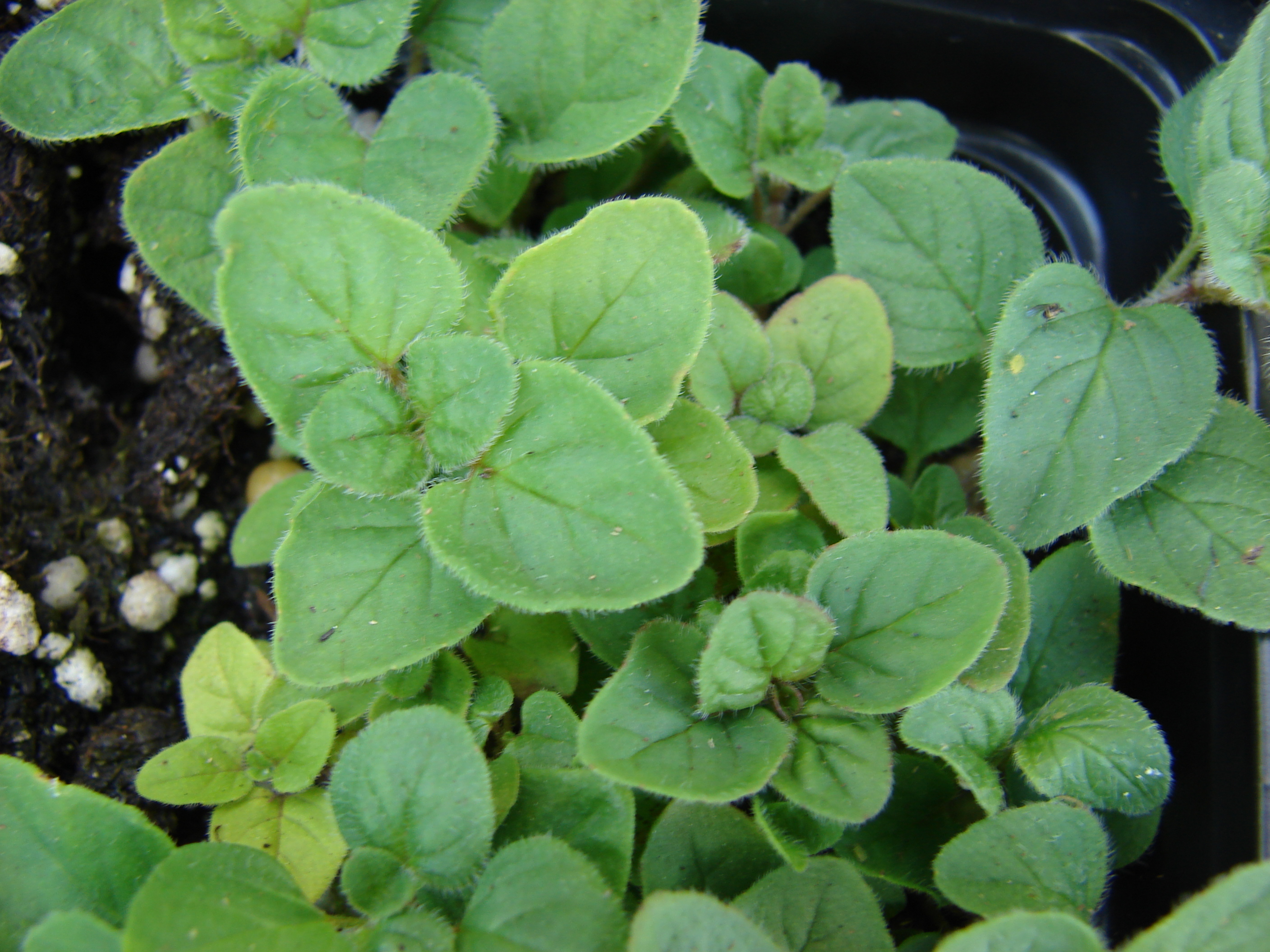
Origanum x majoricum